# Trophée des champions 2024
L'édition 2024 du Trophée des champions est la 48e édition du Trophée des champions et se déroule le 5 janvier 2025 à Doha au Qatar.
Le match oppose le Paris Saint-Germain, vainqueur du Championnat de France 2023-2024 et de la Coupe de France 2023-2024 à l'AS Monaco, vice-champion de France. C'est la troisième fois qu'un PSG-ASM est l'affiche de cette compétition après l'édition 2017 et édition 2018 (deux victoires parisiennes).
Le match se conclut sur une victoire du Paris Saint-Germain acquise dans le temps additionnel grâce à un but d'Ousmane Dembélé, élu homme du match.

## Choix du pays organisateur
La Chine, la Côte d'Ivoire et la République démocratique du Congo expriment leur intérêt pour organiser l'édition 2024 du Trophée des champions. La RDC, déjà candidate pour l'édition 2023 a déposé une offre officielle portée par les dirigeants du pays, qui s'est vue retoquée par la Ligue qui souhaiterait privilégier les intérêts du Paris Saint-Germain qui devrait effectuer une tournée estivale en Asie.
Pékin est finalement choisie pour organiser la rencontre qui devait se dérouler le 8 août 2024, célébrant par l'occasion le 60e anniversaire des relations diplomatiques entre la France et la Chine,. En raison de problèmes administratifs et logistiques, la rencontre est reportée.
La rencontre est de nouveau reprogrammée, cette fois-ci à Monaco le 28 août 2024 mais la concomitance avec la cérémonie d'ouverture des Jeux paralympiques d'été de 2024 ainsi que le refus du PSG de jouer l'après-midi pour empêcher cette simultanéité entraîne à nouveau le report de la rencontre. Le 18 novembre 2024, le conseil d'administration de la LFP décide de la programmation du Trophée des champions le 5 janvier 2025 à Doha.

## Match
Les règles du match sont les suivantes : la durée de la rencontre est de 90 minutes, en cas de match nul, les deux équipes se départagent directement lors d'une séance de tirs au but.
| Trophée des champions            | Paris Saint-Germain | 1 - 0   | AS Monaco | Stade 974, Doha (Qatar)                                         |                                                                 |
| 5 janvier 2025 17 h 30 UTC+01:00 | Dembélé 90+2e       | (0 - 0) |           | Spectateurs : 39 682 Diffuseur : DAZN Arbitrage : Willy Delajod | Spectateurs : 39 682 Diffuseur : DAZN Arbitrage : Willy Delajod |
| 5 janvier 2025 17 h 30 UTC+01:00 | Rapport             |         |           | Spectateurs : 39 682 Diffuseur : DAZN Arbitrage : Willy Delajod | Spectateurs : 39 682 Diffuseur : DAZN Arbitrage : Willy Delajod |

| Paris Saint-Germain | AS Monaco |

| Gardien de but | 01 | Gianluigi Donnarumma |     |     |
|                | 25 | Nuno Mendes          | 23e |     |
|                | 51 | Willian Pacho        |     |     |
|                | 05 | Marquinhos           |     |     |
|                | 02 | Achraf Hakimi        |     |     |
|                | 87 | João Neves           |     | 67e |
|                | 17 | Vitinha              |     |     |
|                | 33 | Warren Zaïre-Emery   |     | 88e |
|                | 19 | Lee Kang-in          |     | 67e |
|                | 14 | Désiré Doué          |     | 72e |
|                | 10 | Ousmane Dembélé      |     |     |
| Remplaçants :  |    |                      |     |     |
| Gardien de but | 39 | Matveï Safonov       |     |     |
|                | 21 | Lucas Hernandez      |     |     |
|                | 35 | Lucas Beraldo        |     |     |
|                | 42 | Yoram Zague          |     |     |
|                | 08 | Fabián Ruiz          |     | 67e |
|                | 24 | Senny Mayulu         |     | 88e |
|                | 09 | Gonçalo Ramos        |     | 72e |
|                | 11 | Marco Asensio        |     |     |
|                | 29 | Bradley Barcola      | 87e | 67e |
| Entraîneur :   |    |                      |     |     |
| Luis Enrique   |    |                      |     |     |

| Gardien de but | 16 | Philipp Köhn       |     |     |
|                | 12 | Caio Henrique      |     |     |
|                | 22 | Mohammed Salisu    |     |     |
|                | 05 | Thilo Kehrer       |     |     |
|                | 02 | Vanderson          | 36e | 86e |
|                | 10 | Aleksandr Golovine |     | 72e |
|                | 06 | Denis Zakaria      |     |     |
|                | 11 | Maghnes Akliouche  |     | 86e |
|                | 18 | Takumi Minamino    |     |     |
|                | 07 | Eliesse Ben Seghir |     |     |
|                | 21 | George Ilenikhena  |     | 72e |
| Remplaçants :  |    |                    |     |     |
| Gardien de but | 50 | Yann Liénard       |     |     |
|                | 04 | Jordan Teze        |     | 86e |
|                | 20 | Kassoum Ouattara   |     |     |
|                | 46 | Bradel Kiwa        |     |     |
|                | 88 | Soungoutou Magassa |     | 86e |
|                | 08 | Eliot Matazo       |     |     |
|                | 15 | Lamine Camara      |     | 72e |
|                | 42 | Saïmon Bouabré     |     |     |
|                | 36 | Breel Embolo       |     | 72e |
| Entraîneur :   |    |                    |     |     |
| Adi Hütter     |    |                    |     |     |

| Assistants : Erwan Finjean Philippe Jeanne Quatrième arbitre : Abdelatif Kherradji Arbitre vidéo : Hamid Guénaoui Assistant arbitre vidéo : Cédric Dos Santos Homme du Match : Ousmane Dembélé (Paris Saint-Germain) |